# Xã Midland, Quận Pembina, Bắc Dakota
Xã Midland (tiếng Anh: Midland Township) là một xã thuộc quận Pembina, tiểu bang Bắc Dakota, Hoa Kỳ. Năm 2010, dân số của xã này là 71 người.